# Rogendal en Högelund
Rogendal en Högelund (Zweeds: Rogendal och Högelund) is een småort in de gemeente Nynäshamn in het landschap Södermanland en de provincie Stockholms län in Zweden. Het småort bestaat eigenlijk uit twee plaatsen: Rogendal en Högelund, heeft 111 inwoners (2005) en een oppervlakte van 29 hectare.